# Antena 1 (Brasil)
Antena 1 é uma rede de emissoras de rádio brasileira, sediada na cidade de São Paulo, capital do estado homônimo. Atua no segmento adulto contemporâneo e a rádio online.

## História

### Início
A Rádio Antena 1 foi fundada em São Paulo pelo empresário Orlando Negrão Júnior e foi uma das primeiras emissoras em FM a possuir programação própria, uma vez que à época, as estações de rádio FM ainda se utilizavam das emissoras em AM para compor suas grades de programação. Inicialmente, a Antena 1 transmitia uma programação pop rock, voltada ao público jovem. Na década de 1980, o segmento da estação mudou para o adulto contemporâneo e aos poucos, a Antena 1 passou a ter suas primeiras estações próprias e afiliadas. No final da mesma década, a Rede Antena 1 foi criada, sendo uma das primeiras redes de rádio a transmitir via satélite e a primeira rede de rádio brasileira a transmitir exclusivamente em FM no país.

### Crescimento
O ano de 2013 começa com dezenove emissoras próprias e afiliadas, além da Radio Antenna Uno de Roma, na Itália.
Em 2014, a rede expandiu-se ao interior de São Paulo, através de duas afiliadas (Sorocaba e São José dos Campos), que com novas afiliadas, algumas cidades e regiões paulistas chegam sintonizar mais de uma rádio afiliada ou filial da Antena 1.
Em 2015, perdeu afiliada em Recife, inclusive cobertura em litoral e parte do interior de Pernambuco.
Em 5 de maio de 2016 os habitantes de Jaú e seus arredores ganha filial da rádio na FM 88,5 MHz. O diretor da emissora, José Rubens Bismara Junior, afirmou que um dos motivos da escolha pela Antena 1 foi por ser voltada ao público da classe A e B, ter programação e marca consagrada, como única alternativa para um público mais exigente por “qualidade acima de tudo”. Até então, a cidade e região de Jaú, a maioria das emissoras de rádio AM e FM são voltadas para o público da música sertaneja. Em 2014, a cidade e região esteve presente na mesma frequência, mas depois deixou a rede. Com isso, chega a 20 afiliadas e filiais da rede. E no dia 20 de junho, iniciou suas operações em Maringá, na frequência 96,5 MHz.
Em julho de 2016 encerrou suas atividades temporariamente em Vitória, a Rede Gazeta, empresa que controla a Antena 1 na cidade, trocou a programação da rádio pela rádio CBN Vitória, pois a antiga frequência da mesma foi arrendada para a afiliada da Rede Aleluia (Igreja Universal do Reino de Deus) e informou que já entrou com um pedido de outorga de concessão na Anatel para poder retornar as suas transmissões em outra sintonia FM e que a programação continuará operando pela internet até conseguir a nova sintonia na Anatel.
Em agosto de 2017, há exatos 1 ano e 1 mês após o encerramento temporário das atividades, a Antena 1 retorna para Vitória, através da frequência FM 106,9 MHz, em substituição a Rádio Mix FM, que encerrou suas transmissões definitivas em julho, e desta vez será controlado pela Fundação Educativa e Cultural "Pedro Três", onde atualmente é a sua sede, localizada na mesma sede da RedeTV! ES, em Vila Velha, Região Metropolitana de Vitória.  Em 5 de janeiro de 2019 , a Antena 1 FM 99.3 iniciou uma fase de expectativa a partir de Divinópolis (MG), com a concessão de Carmo do Cajuru (MG) onde atuava como Radio Minas (hoje em 104.1 FM)